# Benbrook
Benbrook è un comune (city) degli Stati Uniti d'America della contea di Tarrant nello Stato del Texas. La popolazione era di 21 234 abitanti al censimento del 2010. È un sobborgo di Fort Worth.

## Geografia fisica
Benbrook è situata a 32°41′05″N 97°27′24″W (32.684658, -97.456692).
Secondo lo United States Census Bureau, la città ha una superficie totale di 31,59 km², dei quali 29,81 km² di territorio e 1,78 km² di acque interne (5,62% del totale).

## Società

### Evoluzione demografica
Secondo il censimento del 2010, la popolazione era di 21 234 abitanti.

### Etnie e minoranze straniere
Secondo il censimento del 2010, la composizione etnica della città era formata dall'86,76% di bianchi, il 5,32% di afroamericani, lo 0,59% di nativi americani, l'1,93% di asiatici, lo 0,07% di oceanici, il 3,1% di altre razze, e il 2,22% di due o più etnie. Ispanici o latinos di qualunque razza erano l'11,18% della popolazione.